# Делегей Микола Купріянович
Микола Купріянович Делегей (Дилигей) (нар. 24 жовтня 1911, Комини — пом. 3 жовтня 1945, Кенігсберг) — радянський військовий льотчик, Герой Радянського Союзу (1944), у роки німецько-радянської війни командир 213-го гвардійського винищувального авіаційного полку 205-й винищувальної авіаційної Кіровоградської дивізії 7-го винищувального авіаційного (згодом — 6-го гвардійського Львівського) корпусу, підполковник авіації.

## Біографія
Народився у селі Комини Заславського повіту Волинської губернії в родині селянина. Українець. Закінчив сім класів сільської школи. Працював лісорубом. А згодом був рекомендований на службу до лав міліції міста Ізяслава.
Восени 1932 року Ізяславським РВК був призваний в Червону Армію і для проходження служби направлений до війська Об'єднаного Державного Політичного Управління (ОДПУ) при РНК СРСР (з 1934 року — Народний комісаріат внутрішніх справ СРСР — НКВС). Через рік став курсантом 4-ї (Саратовської) школи прикордонної та внутрішньої охорони військ ОДПУ. У 1937 році закінчив авіаційне відділення Харківського військового училища прикордонної та внутрішньої охорони НКВС СРСР імені Ф. Е. Дзержинського.
Офіцерську службу льотчик Делегей проходив у 3-й окремій авіаційній ескадрильї Управління прикордонних військ НКВС Казахської РСР. На виконання службово-бойових завдань, пов'язаних з охороною державного кордону СРСР з Китаєм, вилітав за штурвалом багатоцільових літаків-розвідників Р-10.
З перших днів війни Микола Делегей, бере участь в повітряних боях в небі Гродно (Білорусь). Надалі офіцер Микола Делегей воював у складі ВПС Калінінського, Волховського, Північно-Західного, 2-го і 1-го Українських фронтів, в тому числі і на посаді штурмана полку. Літав на таких винищувачах, як Як-7, Р-39 «Аерокобра».
До лютого 1944 року майор Делегей здійснив 172 бойових вильотів, збив особисто 15 і в групі 3 літаки супротивника. 16 квітня 1944 року був призначений командиром 508-го винищувального авіаційного полку, 205-ї винищувальної авіаційної Кіровоградської дивізії.
Указом Президії Верховної Ради СРСР від 1 липня 1944 року за зразкове виконання завдань командування і проявлені мужність і героїзм у боях із противником майору Делегею Миколі Купріяновичу присвоєно звання Героя Радянського Союзу з врученням ордена Леніна і медалі «Золота Зірка». Під його керівництвом 508-й полк, 27 жовтня 1944 став 213-м гвардійським.
30 січня 1945 року підполковник Делегей наказом командира 6-го гвардійського корпусу був зміщений з посади командира полку з формулюванням «За упущення по службі і зловживання при зборі трофеїв». Він продовжував літати на бойові завдання. У квітні 1945 року був призначений льотчиком-інспектором з техніки пілотування 11-го винищувального авіаційного Кенігсберзького корпусу 3-ї повітряної армії 3-го Білоруського фронту.
Загалом до кінця війни здійснив 219 бойових вильотів, провів 49 повітряних боїв, в яких збив 20 літаків супротивника особисто і 3 — у групі. Після Перемоги продовжив службу в тій же посаді льотчика-інспектора 11-го винищувального авіаційного корпусу в місті Кенігсберзі (нині — Калінінград).
Гвардії підполковник Делегей Микола Купріянович загинув при виконанні службових обов'язків у результаті авіакатастрофи 3 жовтня 1945 року, за непідтвердженими даними, під час випробування реактивного літака. Похований у місті Калінінграді у військовому меморіалі на перетині проспекту Миру та вулиці Енгельса.

## Нагороди
Делегей Микола Купріянович був нагороджений медаллю «Золота Зірка» (№ 4280), орденом Леніна, двома орденами Червоного Прапора, орденом Червоної Зірки, медалями.